# 진단서
진단서는 환자의 검진 결과에 증명하기 위해 의사나 의학 자격을 받은 의료 제공자로부터 제공되는 문서이다. 건강 증거나 병결 증명서(sick note) 역할을 할 수도 있다. 상해나 기반 건강 문제가 있다면 전문가로부터의 진단서가 필요하다.

## 같이 보기
- 출생증명서
- 시체검안서
- 사망진단서